# マルコス・ゴメス・デ・アラウージョ
マルキーニョス（MARQUINHOS）ことマルコス・ゴメス・デ・アラウージョ（Marcos Gomes de Araujo、1976年3月23日 - ）は、ブラジル・マットグロッソ・ド・スル州リオブリリャンテ出身の元プロサッカー選手。現役時代のポジションはフォワード。
現役引退後は、総面積1700ヘクタール（東京ドーム363個分）の牧場で2000頭の牛を飼育する牧場主となる。
Jリーグ外国籍選手最多得点記録保持者。
現在はブラジルでフッチボレーの選手としてプレーしている。

## 経歴
2001年シーズン中盤、J2降格の危機に瀕していた東京ヴェルディ1969に加入するために来日し、チームのJ1残留に貢献した。
2003年には横浜F・マリノスで久保竜彦と2トップを組みリーグ優勝に貢献したが、安貞桓獲得に伴い構想外となり、2004年にはジェフユナイテッド市原でプレー。9月26日の柏レイソル戦で左アキレス腱を断裂という重傷を負い、この年はそれ以降プレーの機会が無く退団して帰国した。
2005年8月、清水エスパルスに途中加入し、14試合9ゴールの成績を挙げてJ1残留に貢献した。
2007年から2010年まで鹿島アントラーズでプレーした。2008年は、来日8年目にして初の得点王に輝き、リーグ連覇を経験した。リーグ戦以外でも、3月12日のACLのクルン・タイ・バンクFC戦では来日初のハットトリックを達成。8月6日のナビスコカップ・清水エスパルス戦では来日公式戦100得点目を達成した。
2010年は3月6日のリーグ開幕戦浦和レッドダイヤモンズ戦で、来日通算10シーズン連続得点を達成したほか、4月24日の横浜FMとのリーグ戦で、史上5人目のJ1通算100得点を達成。9月18日の大宮アルディージャとのリーグ戦では、自身のリーグ初ハットトリックを達成した。チームの若返り方針に伴いこの年限りで退団。
2011年、ベガルタ仙台に完全移籍したが、東日本大震災の影響による精神的ショックを理由に4月9日に退団。ブラジルのアトレチコ・ミネイロに移籍した。
2012年、横浜F・マリノスに移籍。3月23日には第1子となる長男が誕生した。開幕前に腰痛で離脱したこともあり、GWまでリーグ戦では出場機会がなかったが、5月3日の浦和レッズ戦で後半27分より途中出場し、後半43分に決勝ゴールを挙げた。11月7日のヴィッセル神戸戦でシーズン二桁ゴールを達成。
2013年リーグ2節清水エスパルス戦でハットトリックを達成。その後もシーズン途中に6試合連続得点をあげる など、ベテランの多いチームで輝きを放った。シーズン終了後、契約満了となり横浜FMを退団した。
2014年、ヴィッセル神戸へ移籍。序盤から順調に得点を重ね、同年4月19日の対鹿島アントラーズ戦であげた得点が、2001年の来日以来J1通算140得点目となり、三浦知良の記録を抜いてJ1通算得点歴代二位となった。同年J1第16節横浜F・マリノス戦にて、外国籍選手初のJ1リーグ戦300試合出場を達成した。
ところが、翌2015年に確執のあったネルシーニョが神戸の監督に就任したことでキャリアが一変する。鹿島在籍時、当時柏レイソルを率いていたネルシーニョは試合がエキサイトする中で「マルキーニョスを削れ」と柏の選手に指示し、これを聞いたマルキーニョスが憤慨してネルシーニョに詰め寄る事態があった。それ以来両者の間には感情的なしこりが残っており、ネルシーニョは監督就任に際しマルキーニョスの退団を求めたという。それが叶わぬままシーズンが開幕すると、指揮官はわざと守備的なポジションで起用したり、突然試合の出場メンバーから外したりすることでマルキーニョスをいびり始めた。そんな中でも5月6日、J1リーグ1stステージ10節湘南ベルマーレ戦でリーグ通算150得点目を記録している。
2ndステージ5節サンフレッチェ広島戦は前半で3点リードされる展開であったが、ネルシーニョは交代枠を使い切ることなく結果0-4で大敗。ベンチ入りしていながら起用されなかったマルキーニョスが不信感を強める中、直後の中断期間に練習態度を巡り指揮官と衝突（但し、マルキーニョスは『監督の説明がそのままメディアに伝わったから。僕がいつも真面目に練習することは、誰でも知っている。監督と対立したのは事実だけど、それは彼がきっかけを作ったから。僕の退団を望み、無理となったらあからさまな嫌がらせを続けたからなんだ』と、あくまで半年に渡り公然と嫌がらせを講じてきたネルシーニョに非があるとする立場をとっている）。再開後全ての試合でメンバーから外れ、シーズンが終わる前の11月22日に帰国。帰国時は「神戸を退団し国内他クラブへ移籍か」と報道され、実際に神戸との契約は2015年限りで満了となったが、ネルシーニョとの衝突で『気持ちが折れてしまった』マルキーニョスは国内外いずれのクラブとも契約を結ぶことなく、現役を引退した。
2019年3月に発売された『月刊サッカーマガジン』のインタビューで、現在はフッチボレー(ビーチバレーのサッカー版)選手としてプレーしている事を明かしている。

## 個人成績
| 国内大会個人成績 | 国内大会個人成績 | 国内大会個人成績 | 国内大会個人成績 | 国内大会個人成績             | 国内大会個人成績 | 国内大会個人成績 | 国内大会個人成績 | 国内大会個人成績 | 国内大会個人成績 | 国内大会個人成績 | 国内大会個人成績 |
| 年度             | クラブ           | 背番号           | リーグ           | リーグ戦                     | リーグ戦         | リーグ杯         | リーグ杯         | オープン杯       | オープン杯       | 期間通算         | 期間通算         |
| 年度             | クラブ           | 背番号           | リーグ           | 出場                         | 得点             | 出場             | 得点             | 出場             | 得点             | 出場             | 得点             |
| ブラジル         | ブラジル         | ブラジル         | ブラジル         | リーグ戦                     | リーグ戦         | ブラジル杯       | ブラジル杯       | オープン杯       | オープン杯       | 期間通算         | 期間通算         |
| ---------------- | ---------------- | ---------------- | ---------------- | ---------------------------- | ---------------- | ---------------- | ---------------- | ---------------- | ---------------- | ---------------- | ---------------- |
| 1997             | オペラリオ-PR    |                  |                  |                              |                  |                  |                  |                  |                  |                  |                  |
| 1998             | オペラリオ-PR    |                  |                  |                              |                  |                  |                  |                  |                  |                  |                  |
| 1999             | オペラリオ-PR    |                  |                  |                              |                  |                  |                  |                  |                  |                  |                  |
| 1999             | コリチーバ       |                  | セリエA          |                              |                  |                  |                  |                  |                  |                  |                  |
| 2000             | コリチーバ       |                  | セリエA          | 11                           | 2                |                  |                  |                  |                  |                  |                  |
| 2001             | コリチーバ       |                  | セリエA          |                              |                  |                  |                  |                  |                  |                  |                  |
| 日本             | 日本             | 日本             | 日本             | リーグ戦                     | リーグ戦         | リーグ杯         | リーグ杯         | 天皇杯           | 天皇杯           | 期間通算         | 期間通算         |
| 2001             | 東京V            | 33               | J1               | 14                           | 8                | 0                | 0                | 1                | 1                | 15               | 9                |
| 2002             | 東京V            | 9                | J1               | 15                           | 2                | 5                | 1                | 0                | 0                | 20               | 3                |
| 2003             | 横浜FM           | 36               | J1               | 24                           | 8                | 7                | 4                | 0                | 0                | 31               | 12               |
| 2004             | 市原             | 8                | J1               | 14                           | 12               | 4                | 1                | 0                | 0                | 18               | 13               |
| 2005             | 清水             | 17               | J1               | 14                           | 9                | 0                | 0                | 2                | 2                | 16               | 11               |
| 2006             | 清水             | 17               | J1               | 29                           | 11               | 5                | 3                | 1                | 2                | 35               | 16               |
| 2007             | 鹿島             | 18               | J1               | 31                           | 14               | 10               | 4                | 5                | 0                | 46               | 18               |
| 2008             | 鹿島             | 18               | J1               | 30                           | 21               | 2                | 1                | 2                | 2                | 34               | 24               |
| 2009             | 鹿島             | 18               | J1               | 31                           | 13               | 2                | 0                | 3                | 1                | 36               | 14               |
| 2010             | 鹿島             | 18               | J1               | 27                           | 11               | 2                | 1                | 1                | 1                | 30               | 13               |
| 2011             | 仙台             | 18               | J1               | 1                            | 0                | -                | -                | -                | -                | 1                | 0                |
| ブラジル         | ブラジル         | ブラジル         | ブラジル         | リーグ戦                     | リーグ戦         | ブラジル杯       | ブラジル杯       | オープン杯       | オープン杯       | 期間通算         | 期間通算         |
| 2011             | アトレチコ-MG    |                  | セリエA          | 5                            | 1                | -                | -                | -                | -                | 5                | 1                |
| 日本             | 日本             | 日本             | 日本             | リーグ戦                     | リーグ戦         | リーグ杯         | リーグ杯         | 天皇杯           | 天皇杯           | 期間通算         | 期間通算         |
| 2012             | 横浜FM           | 18               | J1               | 22                           | 10               | 2                | 0                | 4                | 1                | 28               | 11               |
| 2013             | 横浜FM           | 18               | J1               | 32                           | 16               | 9                | 7                | 2                | 3                | 43               | 26               |
| 2014             | 神戸             | 18               | J1               | 34                           | 14               | 5                | 2                | 1                | 0                | 40               | 16               |
| 2015             | 神戸             | 18               | J1               | 15                           | 3                | 3                | 0                | 0                | 0                | 18               | 3                |
| 通算             | ブラジル         | ブラジル         |                  | \|\|\|\|\|\|\|\|\|\|\|\|\|\| |                  |                  |                  |                  |                  |                  |                  |
| 通算             | 日本             | 日本             | J1               | 333                          | 152              | 56               | 24               | 22               | 13               | 411              | 189              |
| 総通算           | 総通算           | 総通算           | 総通算           | \|\|\|\|\|\|\|\|\|\|\|\|\|\| |                  |                  |                  |                  |                  |                  |                  |

その他の公式戦
- 2008年
  - スーパーカップ 1試合0得点
- 2009年
  - スーパーカップ 1試合1得点
- 2010年
  - スーパーカップ 1試合1得点

| 国際大会個人成績 | 国際大会個人成績 | 国際大会個人成績 | 国際大会個人成績 | 国際大会個人成績 |
| 年度             | クラブ           | 背番号           | 出場             | 得点             |
| AFC              | AFC              | AFC              | AFC CL           | AFC CL           |
| ---------------- | ---------------- | ---------------- | ---------------- | ---------------- |
| 2008             | 鹿島             | 18               | 5                | 5                |
| 2009             | 鹿島             | 18               | 7                | 4                |
| 2010             | 鹿島             | 18               | 6                | 2                |
| 通算             | AFC              | AFC              | 18               | 11               |

## タイトル
横浜Ｆ・マリノス
- J1リーグ：1回（2003）
- 天皇杯全日本サッカー選手権大会：1回（2013）

鹿島アントラーズ
- J1リーグ：3回（2007、2008、2009）
- 天皇杯全日本サッカー選手権大会：1回（2007）
- FUJI XEROX SUPER CUP：2回（2009、2010）

個人
- JリーグMVP：1回（2008）
- J1リーグ得点王：1回（2008）
- Jリーグベストイレブン：1回（2008）